# Wakefieldita-(Nd)
La wakefieldita-(Nd) és un mineral de la classe dels minerals fosfats que pertany al grup de la xenotima. El nom ve de la terra rara dominant, el neodimi, i per la seva relació amb la resta de wakefieldites.

## Característiques
La wakefieldita-(Nd) és un vanadat de fórmula química Nd(VO₄). Va ser aprovada com a espècie vàlida per l'Associació Mineralògica Internacional l'any 2008. Cristal·litza en el sistema tetragonal.
Segons la classificació de Nickel-Strunz, la wakefieldita-(Nd) pertany a «08.A - Fosfats, etc. sense anions addicionals, sense H₂O, només amb cations de mida gran» juntament amb els següents minerals: nahpoïta, monetita, weilita, švenekita, archerita, bifosfamita, fosfamita, buchwaldita, schultenita, chernovita-(Y), dreyerita, wakefieldita-(Ce), wakefieldita-(Y), xenotima-(Y), pretulita, xenotima-(Yb), wakefieldita-(La), pucherita, ximengita, gasparita-(Ce), monacita-(Ce), monacita-(La), monacita-(Nd), rooseveltita, cheralita, monacita-(Sm), tetrarooseveltita, chursinita i clinobisvanita.

## Formació i jaciments
Va ser descoberta a la mina Arase, ubicada a la ciutat de Kami, a la prefectura de Kochi (Shikoku, Japó). També ha estat descrita als dipòsits de manganès d'Ilfeld, a Nordhausen (Turíngia, Alemanya). Es tracta dels dos únics indrets on ha estat trobada aquesta espècie mineral a tot el planeta.